# Archipoeta
Archipoeta, Latijn voor aartsdichter, geboren tussen 1125 en 1135 - overleden na 1165, was de belangrijkste dichter van de Carmina Burana. Hij wordt als een van de belangrijkste vaganten gezien en was waarschijnlijk, zoals hij zelf zegt, van ridderlijke afkomst. Archipoeta was verbonden aan het hof van Reinald van Dassel, was aartsbisschop en keurvorst van Keulen en aartsambt van keizer Keizer Frederik I Barbarossa.
Er zijn tien gedichten van Archipoeta overgebleven.
1. Lingua balbus, hebes ingenio
2. Fama tuba dante sonum
3. Omnia tempus habent
4. Archicancellarie, vir discrete mentis
5. Nocte quadam sabbati somno iam refectus
6. En habeo versus te precipiente reversus
7. Archicancellarie, viris maior ceteris
8. Presul urbis Agripine
9. Salve, mundi domine, Cesar noster, ave!
10. Estuans intrinsecus ira vehementi

De Archipoeta heeft een rol in Baudolino van Umberto Eco.

## Websites
- Alle gedichten van Archipoeta